# أليكساندرو إيونيتا (لاعب كرة قدم)
أليكساندرو إيونيتا (بالرومانية: Alexandru Ioniță)‏ هو لاعب كرة قدم روماني في مركز الهجوم، ولد في 5 أغسطس 1989 في بوخارست في رومانيا. شارك مع منتخب رومانيا تحت 21 سنة لكرة القدم. أما مع النوادي، فقد لعب مع أريس ليماسول وأوردو سبور وأيل ليماسول ورابيد بوخارست ونادي كولن ويو تي أي أراد.

## وصلات خارجية
- أليكساندرو إيونيتا (لاعب كرة قدم) على موقع اتحاد تركيا (لاعب) (الإنجليزية)
- أليكساندرو إيونيتا (لاعب كرة قدم) على موقع قاعدة بيانات كرة القدم.إي يو (الإنجليزية)
- أليكساندرو إيونيتا (لاعب كرة قدم) على موقع بيانات كرة القدم. دي إي (الألمانية)
- أليكساندرو إيونيتا (لاعب كرة قدم) على موقع Soccerway.com (الإنجليزية)
- أليكساندرو إيونيتا (لاعب كرة قدم) على موقع عالم كرة القدم.نت (الإنجليزية)